# Jekaterina Aleksandrova
Jekaterina Jevgenjevna Aleksandrova (Russisch: Екатери́на Евгéньевна Алексáндрова) (Tsjeljabinsk, 15 november 1994) is een tennisspeelster uit Rusland. Zij speelt rechtshandig en heeft een tweehandige backhand. Zij is actief in het internationale tennis sinds 2011.

## Loopbaan

### Enkelspel
Aleksandrova debuteerde in 2011 op het ITF-toernooi van Amiens (Frankrijk). Zij stond in 2013 voor het eerst in een finale, op het ITF-toernooi van Kaarst (Duitsland) – zij verloor van de Duitse Julia Kimmelmann. Drie weken later veroverde Aleksandrova haar eerste titel, op het ITF-toernooi van Kreuzlingen (Zwitserland), door de Zwitserse Timea Bacsinszky te verslaan. Tot op heden(augustus 2025) won zij zeven ITF-titels, de meest recente in 2017 in Croissy-Beaubourg (Frankrijk).
In 2016 speelde zij zich via het kwalificatietoernooi naar een plek bij het damesenkelspeltoernooi van Wimbledon, haar eerste grandslamtoernooi. Daarin versloeg zij de als 23e geplaatste Ana Ivanović in de eerste ronde.
In 2015 kwalificeerde Aleksandrova zich voor het eerst voor een WTA-hoofdtoernooi, op het toernooi van Limoges. Precies een jaar later stond zij voor het eerst in een WTA-finale, op het toernooi van Limoges – hier veroverde zij haar eerste titel, door de Française Caroline Garcia te verslaan. In 2018 veroverde zij opnieuw de titel in Limoges, nu ten koste van Russin Jevgenia Rodina, hetgeen zij in 2019 prolongeerde met winst op Wit-Russin Aljaksandra Sasnovitsj.
In 2020 won zij haar eerste titel op International-niveau, in Shenzhen waar zij in de finale zegevierde over de Kazachse Jelena Rybakina.
Op 20 maart 2017 kwam zij binnen in de top 100 van de WTA-ranglijst, op 1 juli 2019 in de top 50 en op 10 oktober 2022 in de top 20.
Tot op heden(augustus 2025) won Aleksandrova acht WTA-titels, de meest recente in 2025 in Linz.
Haar beste resultaat op de grandslamtoernooien is het bereiken van de vierde ronde, eenmaal op Wimbledon 2023 en andermaal op Roland Garros 2025. Haar hoogste notering op de WTA-ranglijst is de 14e plaats, die zij bereikte in augustus 2025.

### Dubbelspel
Aleksandrova was weinig actief in het dubbelspel. Zij debuteerde in 2011 op het ITF-toernooi van Braunschweig (Duitsland), samen met de Tsjechische Nikola Horáková. Zij bereikten er de tweede ronde. Haar beste resultaat op de ITF-toernooien is het bereiken van de halve finale, in 2012 op het toernooi van Innsbruck (Oostenrijk), met Diana Šumová aan haar zijde. Na 2013 heeft zij nauwelijks meer gespeeld tot 2019 toen zij de dubbelspeltitel won op het WTA-toernooi van Boedapest, samen met landgenote Vera Zvonarjova.
Na het bereiken van de derde ronde op Wimbledon 2025, geflankeerd door de Chinese Zhang Shuai, kwam Aleksandrova binnen op de top 50 van de wereldranglijst.
Haar hoogste notering op de WTA-ranglijst is de 45e plaats, die zij bereikte in augustus 2025.

### Tennis in teamverband
In 2020 en 2021 maakte Aleksandrova deel uit van het Russische Fed Cup-team – zij behaalde daar een winst/verlies-balans van 2–1.

## Posities op deWTA-ranglijst
Positie per einde seizoen:
| jaar | rang enkelspel | rang dubbelspel |
| ---- | -------------- | --------------- |
| 2012 | 772            | –               |
| 2013 | 410            | –               |
| 2014 | 256            | 986             |
| 2015 | 269            | –               |
| 2016 | 133            | –               |
| 2017 | 73             | –               |
| 2018 | 93             | 427             |
| 2019 | 35             | 99              |
| 2020 | 33             | 101             |
| 2021 | 33             | 147             |
| 2022 | 19             | 69              |
| 2023 | 21             | 104             |
| 2024 | 28             | 59              |

## Palmares
| Legenda                 |
| ----------------------- |
| Grandslamtoernooi       |
| Olympische Spelen       |
| Year-End Championships  |
| Premier Mandatory       |
| Premier Five / WTA 1000 |
| Premier / WTA 500       |
| International / WTA 250 |
| Challenger / WTA 125    |

### Overwinningen op een regerend nummer 1
Aleksandrova heeft tot op heden tweemaal een partij tegen een op dat ogenblik heersend leider van de wereldranglijst gewonnen (peildatum 11 februari 2025):
| nr. | datum      | toernooi  | ronde        | tegenstandster  | score         |         |
| --- | ---------- | --------- | ------------ | --------------- | ------------- | ------- |
| 1.  | 2024-03-25 | WTA Miami | vierde ronde | Iga Świątek     | 6-4, 6-2      | details |
| 2.  | 2025-02-11 | WTA Doha  | tweede ronde | Aryna Sabalenka | 3-6, 6-3, 7-6 | details |

### WTA-finaleplaatsen enkelspel
| nr.              | finale     | toernooi      | ondergrond    | tegenstandster         | score         |         |
| ---------------- | ---------- | ------------- | ------------- | ---------------------- | ------------- | ------- |
| gewonnen finales |            |               |               |                        |               |         |
| 1.               | 2016-11-20 | WTA Limoges   | hardcourt (i) | Caroline Garcia        | 6-4, 6-0      | details |
| 2.               | 2018-11-11 | WTA Limoges   | hardcourt (i) | Jevgenia Rodina        | 6-2, 6-2      | details |
| 3.               | 2019-12-22 | WTA Limoges   | hardcourt (i) | Aljaksandra Sasnovitsj | 6-1, 6-3      | details |
| 4.               | 2020-01-11 | WTA Shenzhen  | hardcourt     | Jelena Rybakina        | 6-2, 6-4      | details |
| 5.               | 2022-06-12 | WTA Rosmalen  | gras          | Aryna Sabalenka        | 7-5, 6-0      | details |
| 6.               | 2022-09-25 | WTA Seoel     | hardcourt     | Jeļena Ostapenko       | 7-6, 6-0      | details |
| 7.               | 2023-06-18 | WTA Rosmalen  | gras          | Veronika Koedermetova  | 4-6, 6-4, 7-6 | details |
| 8.               | 2025-02-02 | WTA Linz      | hardcourt (i) | Dajana Jastremska      | 6-2, 3-6, 7-5 | details |
| verloren finales |            |               |               |                        |               |         |
| 1.               | 2018-10-14 | WTA Linz      | hardcourt (i) | Camila Giorgi          | 3-6, 1-6      | details |
| 2.               | 2021-10-24 | WTA Moskou    | hardcourt (i) | Anett Kontaveit        | 6-4, 4-6, 5-7 | details |
| 3.               | 2023-08-26 | WTA Cleveland | hardcourt     | Sara Sorribes Tormo    | 6-3, 4-6, 4-6 | details |
| 4.               | 2024-02-04 | WTA Linz      | hardcourt (i) | Jeļena Ostapenko       | 2-6, 3-6      | details |

### WTA-finaleplaatsen vrouwendubbelspel
| nr.              | finale     | toernooi      | ondergrond    | partner             | tegenstandsters                           | score            |         |
| ---------------- | ---------- | ------------- | ------------- | ------------------- | ----------------------------------------- | ---------------- | ------- |
| gewonnen finales |            |               |               |                     |                                           |                  |         |
| 1.               | 2019-02-24 | WTA Boedapest | hardcourt (i) | Vera Zvonarjova     | Fanny Stollár Heather Watson              | 6-4, 4-6, [10-7] | details |
| verloren finales |            |               |               |                     |                                           |                  |         |
| 1.               | 2019-12-22 | WTA Limoges   | hardcourt (i) | Oksana Kalasjnikova | Georgina García Pérez Sara Sorribes Tormo | 2-6, 6-7         | details |
| 2.               | 2025-04-20 | WTA Stuttgart | gravel (i)    | Zhang Shuai         | Gabriela Dabrowski Erin Routliffe         | 3-6, 3-6         | details |

## Resultaten grandslamtoernooien

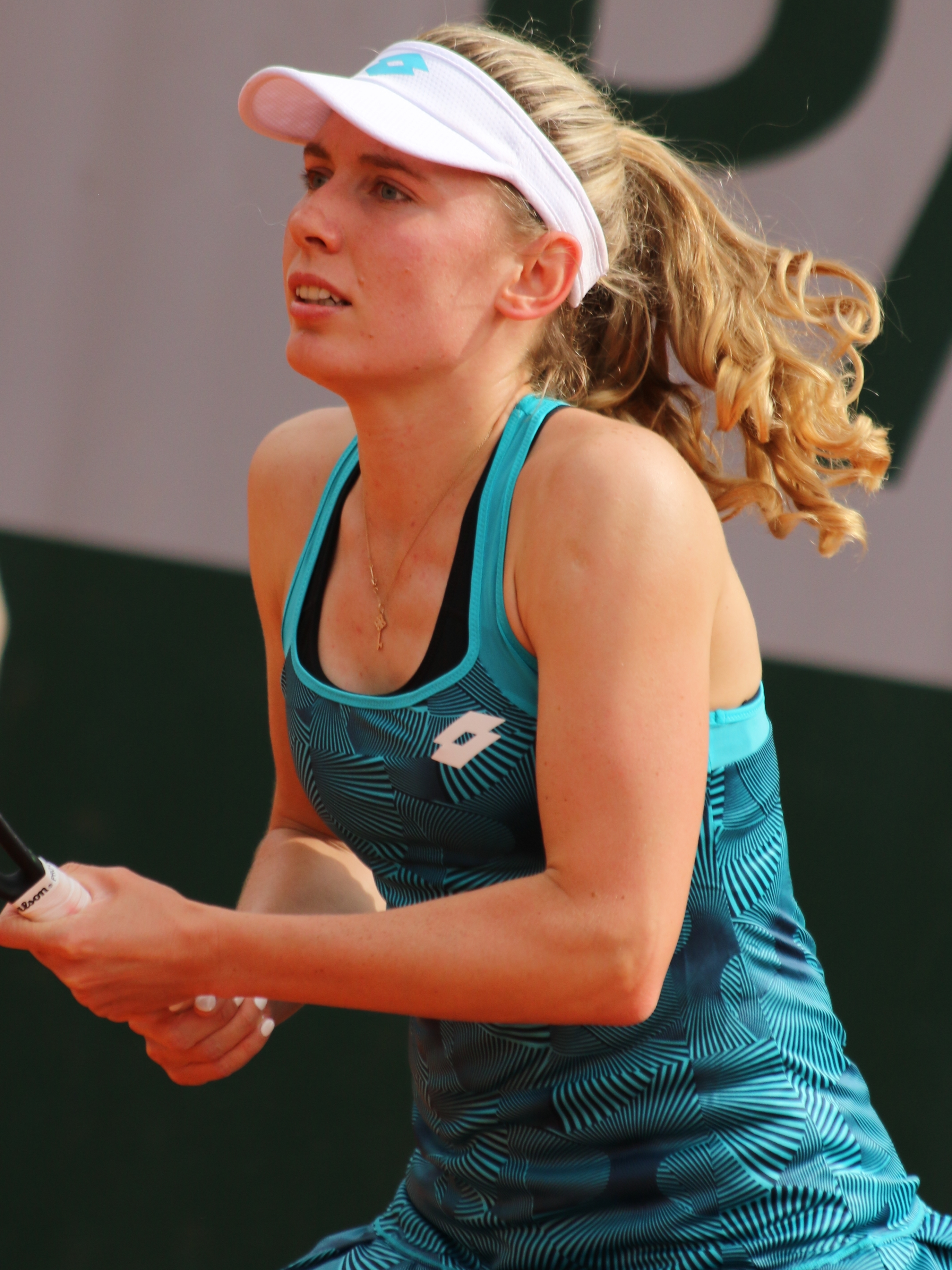
Roland Garros 2019

| Legenda | Legenda                          |
| ------- | -------------------------------- |
| g.t.    | geen toernooi gehouden           |
| l.c.    | lagere categorie                 |
| –       | niet deelgenomen                 |
| G       | uitgeschakeld in de groepsfase   |
| 1R      | uitgeschakeld in de eerste ronde |
| 2R      | uitgeschakeld in de tweede ronde |
| 3R      | uitgeschakeld in de derde ronde  |
| 4R      | uitgeschakeld in de vierde ronde |
| KF      | uitgeschakeld in de kwartfinale  |
| HF      | uitgeschakeld in de halve finale |
| F       | de finale verloren               |
| W       | het toernooi gewonnen            |
| w-v     | winst/verlies-balans             |

### Enkelspel
| toernooi        | 2016 | 2017 | 2018 | 2019 | 2020 | 2021 | 2022 | 2023 | 2024 | 2025 |
| --------------- | ---- | ---- | ---- | ---- | ---- | ---- | ---- | ---- | ---- | ---- |
| Australian Open | –    | 1R   | 2R   | 1R   | 3R   | 3R   | 1R   | 3R   | 1R   | 1R   |
| Roland Garros   | –    | 2R   | 1R   | 3R   | 3R   | 2R   | 2R   | 3R   | 1R   | 4R   |
| Wimbledon       | 2R   | 1R   | 1R   | 1R   | g.t. | 2R   | –    | 4R   | –    | 4R   |
| US Open         | –    | 2R   | 1R   | 2R   | 2R   | 2R   | 2R   | 3R   | 3R   |      |

### Vrouwendubbelspel
| toernooi        | 2018 | 2019 | 2020 | 2021 | 2022 | 2023 | 2024 | 2025 |
| --------------- | ---- | ---- | ---- | ---- | ---- | ---- | ---- | ---- |
| Australian Open | 2R   | –    | 1R   | 1R   | –    | 1R   | 3R   | 2R   |
| Roland Garros   | –    | 2R   | 2R   | 1R   | 1R   | 1R   | 1R   | 2R   |
| Wimbledon       | –    | 2R   | g.t. | 1R   | –    | 2R   | –    | 3R   |
| US Open         | –    | 2R   | –    | 1R   | 1R   | 1R   | 1R   |      |